# Serie B (singolo)
Serie B è un singolo del rapper italiano Gianni Bismark pubblicato il 23 luglio 2018.

## Tracce
1. Serie B – 2:24